# 宮内新横浜線
宮内新横浜線（みやうちしんよこはません）は、神奈川県川崎市中原区から横浜市港北区に至る都市計画道路。正式な名称は「川崎都市計画道路3・3・10号宮内新横浜線」及び、「横浜国際港都建設計画道路3・3・24号宮内新横浜線」である。

## 概要
川崎市と横浜市に跨る都市計画道路である。川崎市、横浜市双方で事業が進められており、徐々に開通区間が広がっているものの、未成区間がある。また蟹ヶ谷付近の区間（川崎市〜横浜市界）は現在事業化されていない。
また川崎市の起点側では、橋梁で多摩川を渡り（等々力大橋（仮称））、東京都市計画道路放射第3号線（東京都道312号白金台町等々力線・目黒通り）に接続する計画となっている。
- なお当初計画では、川崎市の起点は、川崎市中原区宮内二丁目の国道409号（府中街道）の西下橋交差点であった。その後、川崎市主要地方道幸多摩線との交点まで延伸する都市計画の変更がされたが、2010年度に多摩川を渡り、東京都世田谷区との都県境まで延伸する都市計画の変更がされた[3]。

### 路線データ
川崎都市計画道路3・3・10号宮内新横浜線
- 起点：神奈川県川崎市中原区宮内一丁目（東京都界）
- 終点：神奈川県川崎市高津区蟹ヶ谷字鎗ヶ崎（横浜市界）
- 延長：4.560km

- うち供用済区間と認定路線名
  - 国道409号交点（西下橋交差点） - 尻手黒川線交点

川崎市道宮内新横浜線（III）、宮内新横浜線（II）、宮内新横浜線
横浜国際港都建設計画道路3・3・24号宮内新横浜線
- 起点：神奈川県横浜市港北区下田町六丁目（川崎市界）
- 終点：神奈川県横浜市港北区新横浜二丁目
- 延長：6.510km

- うち供用済区間と認定路線名
  - 神奈川県道106号子母口綱島線交点（高田駅北側交差点） - 終点

横浜市道高田138号線、高田140号線、高田454号線、新羽74号線、新吉田403号線、宮内新横浜線7138号線、菊名5号線

## 歴史
- 1970年代: 横浜労災病院北側交差点 - 新横浜駅入口交差点区間が開通。
- 1970年代: 新城高校前 - 子母口が開通。
- 1990年代: 又玄寺交差点 - 尻手黒川道路との交差点（2590m）区間が開通。
- 2002年: 新吉田南交差点 - 横浜労災病院北側交差点区間が開通。
- 2006年3月31日: 西下橋交差点 - 又玄寺交差点（760m）区間（中原工区）が開通。
- 2008年3月28日: 高田駅北側交差点 - 高田駅入口交差点（210m）区間が開通。
- 2020年12月22日: 新吉田高田地区（960m）および新吉田地区（350m）が暫定2車線で開通[6]。
- 2021年3月31日 : 新吉田高田地区（960m）および新吉田地区（350m）が4車線化。
- 2023年8月26日: 子母口工区（245m）：尻手黒川線交点 - 神奈川県道106号子母口綱島線交点[7]が開通。

## 路線状況

### 事業進捗
2025年現在、川崎市内１区間で事業が進められている。
- 宮内工区（720m）：川崎市主要地方道幸多摩線（多摩沿線道路）交点 - 国道409号交点（西下橋交差点）[8]。少なくとも2029年度も事業中と想定されている。

#### 等々力大橋（仮称）
東京都との境界の多摩川にかかる橋 (385.9m)として事業中である。2030年度末に開通予定。
2010年に締結された東京都と川崎市との基本協定に基づき調査を始めた。東京都が整備を行い、川崎市が管理し、それら費用は双方が負担することとされた。

### 事業着手計画
横浜市は、2025年度頃までに高田駅〜下田町6丁目（川崎市界）間も事業着手を目指すとしている。

### 橋梁

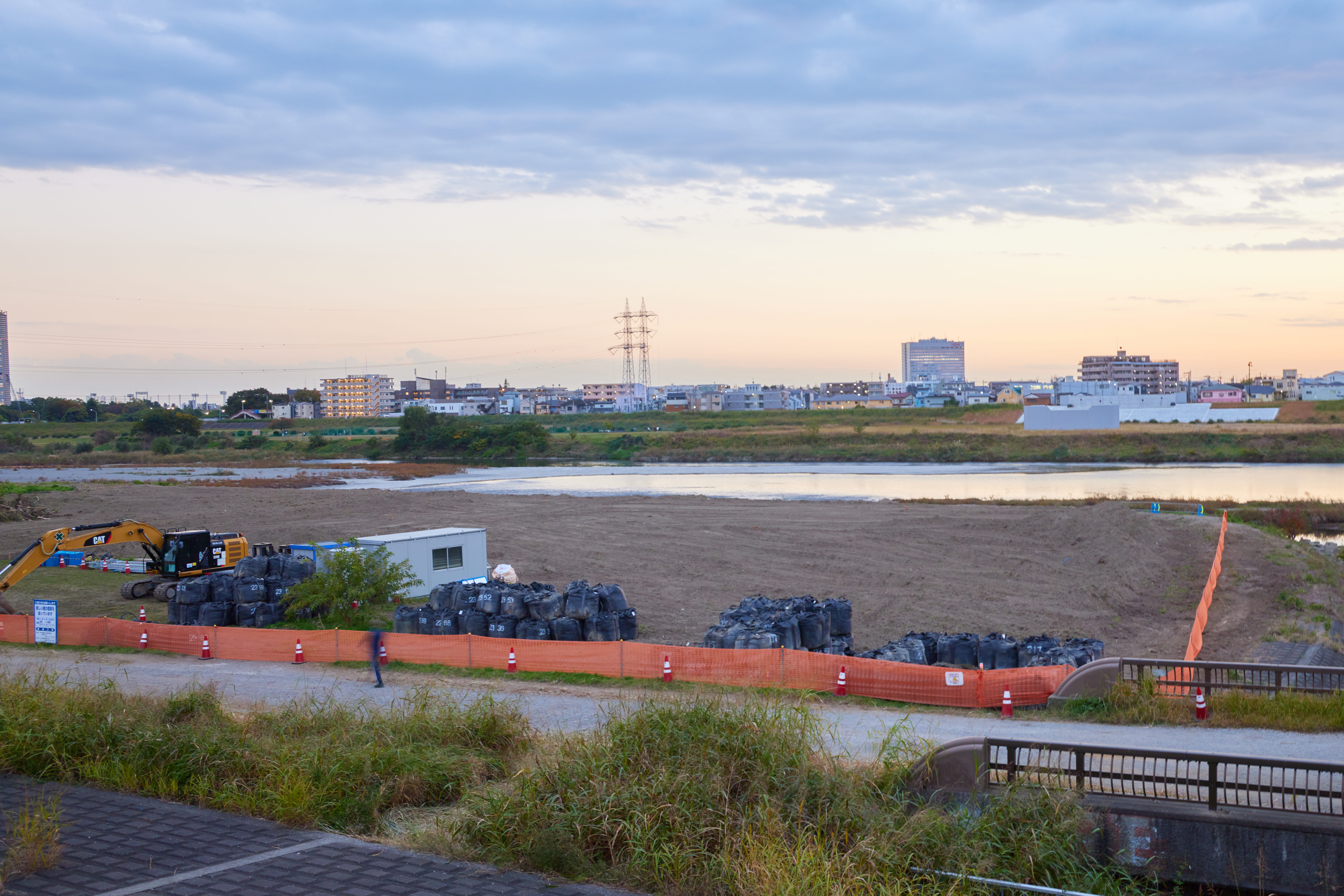
神奈川県側の橋脚が設置された「等々力大橋（仮称）」。2022年11月撮影。

- 等々力大橋（仮称）（多摩川）
- 大ヶ谷戸橋（二ヶ領用水）
- 高吉橋（早渕川）
- 新横浜大橋（鶴見川）
- 鳥山大橋（鳥山川）

## 地理

### 通過する自治体
- 神奈川県
  - 川崎市（中原区、高津区）
  - 横浜市（港北区）

### 交差する道路
- 東京都道312号白金台町等々力線（目黒通り）

↑
等々力大橋（仮称）（事業中）
↓
- 川崎市主要地方道幸多摩線（多摩沿線道路）

↑
宮内工区（事業中）
↓
- 国道409号（府中街道）「西下橋交差点」
- 川崎市道中原4号線（南武沿線道路）「又玄寺交差点」
- 神奈川県道45号丸子中山茅ヶ崎線（中原街道）「下新城交差点」
- 神奈川県道14号鶴見溝ノ口線（市民プラザ通り）
- 川崎市道尻手黒川線（尻手黒川道路）
- 神奈川県道106号子母口綱島線

↑
未成区間（蟹ヶ谷付近：川崎市〜横浜市界）
↓
- 神奈川県道106号子母口綱島線「高田駅北側交差点」
- 神奈川県道102号荏田綱島線「高田駅入口交差点」

- 都市計画道路新吉田線（未成線）
- 都市計画道路新吉田日吉線（未成線）

- 横浜市道新羽287号線「新吉田南交差点」
- 神奈川県道140号川崎町田線「新羽駅東側交差点」
- 都市計画道路長島大竹線（首都高速神奈川7号横浜北線 新横浜出入口に接続）
- 横浜市道新横浜元石川線「横浜労災病院北側交差点」
- 横浜市道環状2号線「新横浜駅入口交差点」

### 沿線施設
- 等々力緑地
- JR南武線 武蔵新城駅
- 横浜市営地下鉄グリーンライン 高田駅
- 横浜市営地下鉄ブルーライン
  - 新羽駅
  - 新羽車両基地
  - 北新横浜駅
- 新横浜公園
- 横浜国際総合競技場
- 横浜労災病院
- 新横浜駅